# 4572 Brage
4572 Brage este un asteroid din centura principală, descoperit pe 8 septembrie 1986 de Poul Jensen.